# Jarociński
Jarociński là một huyện thuộc tỉnh Wielkopolskie của Ba Lan. Huyện có diện tích 587 km². Đến ngày 1 tháng 1 năm 2011, dân số của huyện là 70973 người và mật độ 121 người/km².